# Hooley Smith
Reginald Joseph „Hooley” Smith (Kanada, Ontario, Toronto, 1903. január 7. – Kanada, Québec, Montréal, 1963. augusztus 24.) olimpiai bajnok és Stanley-kupa győztes kanadai jégkorongozó.
A Toronto Granitesszel 1922-ben és 1923-ban megnyerte az Allan-kupát és így képviselhette Kanadát az 1924. évi téli olimpiai játékokon. A Granites teljes csapata ment az olimpiára, mint a válogatott jégkorongcsapat. Az olimpiát megnyerték és ő egymaga 18 gólt ütött 5 mérkőzésen. A svájciaknak 5-at, a csehszlovákoknak, a svédeknek és a briteknek egyaránt 4-et ütött.
Az olimpia után a National Hockey League-es Ottawa Senatorstól kapott szerződést. 1927-ig volt a csapat tagja és az utolsó évben Stanley-kupa bajnokok lettek. Ezután eladták őt a Montréal Maroonsnak. A korai NHL legjobb sorát, az „S-sort” alkották Nels Stewarttal és Babe Sieberttel. 1935-ben ismét Stanley-kupa győztes lett és csapatkapitányként emelhette fel a kupát.
1936-ban eladták a Boston Bruinsnak, ahol csak egy szezont játszott, majd tovább adták a New York Americansnak és 4 szezon után 1941-ben visszavonult.
1972-ben beválasztották a Jégkorong Hírességek Csarnokába.